# بيوكا (ثيسالونيكي)
بيوكا (Πεύκα) هي مدينة في ثيسالونيكي في مقاطعة فوريا إلادا في اليونان.